# Acalolepta basimaculata
Acalolepta basimaculata är en skalbaggsart som först beskrevs av Maurice Pic 1944.  Acalolepta basimaculata ingår i släktet Acalolepta och familjen långhorningar. Inga underarter finns listade i Catalogue of Life.